# Фридрих IV (ландграф Гессен-Гомбурга)
Фридрих IV Карл Людвиг Вильгельм Гессен-Гомбургский (нем. Friedrich IV. Karl Ludwig Wilhelm von Hessen-Homburg; 15 апреля 1724, Браунфельс — 7 февраля 1751, Гомбург) — ландграф Гессен-Гомбургский.

## Биография
Фридрих Карл родился в Браунфельсском замке и стал первым ребёнком в семье принца Казимира Вильгельма Гессен-Гомбургского и его супруги графини Кристины Шарлотты Сольмс-Браунфельсской, дочери графа Вильгельма Морица Сольмс-Браунфельсского. Дед Фридриха — ландграф Фридрих II Гессен-Гомбургский.
Фридрих рос сначала в Браунфельсской крепости, затем в Вареле, получил разностороннее образование гуманистически-христианской направленности и в течение нескольких семестров обучался в Лейденском университете.
В 1740 году в Везеле он был представлен королю Пруссии Фридриху Великому, по приглашению короля поступил на службу в прусскую армию и принимал участие в двух Силезских войнах. Он отличился при осаде Бжега и был повышен в звании до капитана. В 1744 году Фридрих участвовал в наступлении на Богемию и захвате Праги. Здесь он заболел и в 1745 году уволился.
10 октября 1746 года в Хунгене Фридрих женился на Ульрике Луизе Сольмс-Браунфельсской, дочери князя Фридриха Вильгельма Сольмс-Браунфельсского. 8 июня 1746 года в Голландии умер ландграф Гессен-Гомбурга Фридрих III, переживший своих сыновей и не оставивший внуков. Его второй брак остался бездетным, и поэтому в Гомбурге ему наследовал его племянник Фридрих IV.
Его первые министры Фридрих Карл фон Мозер и Казимир фон Крейц пытались оздоровить финансовую систему Гомбурга, но Фридриху пришлось принять в наследство и долги Гессен-Гомбурга, которые наделали его предшественники. Через свою бабушку Луизу Елизавету Курляндскую Фридрих IV претендовал на герцогство Курляндию после угасания династии Кетлеров, но в 1737 году царица Анна Иоанновна передала герцогство Курляндию Эрнсту Иоганну Бирону.
В 1747 году старшая линия Гессен-Дармштадт пыталась вернуть себе Гессен-Гомбург, в Гомбург вступили дармштадтские войска, ландграф Людвиг VIII затребовал себе опеку над Фридрихом IV, который уже был совершеннолетним, зрелым и женатым человеком. Последовали судебные разбирательства и жалобы в имперский Надворный совет и императору Священной Римской империи. Во время этих тяжб Фридрих IV умер на двадцать восьмом году жизни от «грудной болезни». Его сыну и наследнику Фридриху V спустя неделю исполнилось три года. Фридрих IV похоронен в усыпальнице Гомбургского дворца.

## Потомки
- Фридрих V Людвиг (1748—1820), ландграф Гессен-Гомбурга, женат на принцессе Каролине Гессен-Дармштадтской
- Мария Кристина (1748—1750)